# Сражение при Гилфорд-Кортхауз
Сраже́ние при Ги́лфорд-Ко́ртхауз (англ. Battle of Guilford Court House) — одно из сражений южного театра американской Войны за независимость, произошедшее 15 марта 1781 года на месте современного Гринсборо, округ Гилфорд. В этом сражении армия британского генерала Корнуоллиса разбила армию американского генерала Натаниэля Грина, но понесла при этом серьёзные потери, и была вынуждена отступить в Уилмингтон.
С самого момента высадки в Южной Каролине Корнуоллис стремился настигнуть и разбить армию Грина, но тот уклонялся от сражения. И только накопив достаточно сил, он выступил навстречу Корнуоллису и занял оборонительную позицию у здания окружного суда округа Гилфорд. Его армия была поставлена в три линии; Грин рассчитывал, что англичане опрокинут ополченцев первой и второй линии, и попадут под удар регуляров третьей, но в критический момент боя третья линия тоже дрогнула и отступила. После боя Корнуоллис отступил в Южную Каролину, а Грин начал его преследовать. Корнуоллис провёл некоторое время в Уилмингтоне, а затем отправился с армией в Вирджинию на соединение с отрядом генерала Уильяма Филлипса, и это решение в итоге привело к окружению и капитуляции Корнуоллиса под Йорктауном.

## Предыстория
К 1778 году боевые действия на северном театре американской Войны за независимость зашли в тупик: ни одна из враждующих армий не могла разбить друг друга, а захват отдельных городов не приносил никакой пользы. Британское командование решило изменить стратегию и высадить крупную армию в южных штатах, где оно рассчитывало на помощь местных лоялистов. 29 декабря 1778 года пала Саванна. Британцы осадили Чарлстон и 12 мая 1780 года город капитулировал. Это позволило генералу Корнуоллису без боя занять несколько мелких городов и набрать в армию лоялистов. 27 июля американская армия генерала Гейтса численностью 4000 человек начала марш в направлении Кэмдена, где 16 августа произошло сражение при Кэмдене, в ходе которого уже вторая американская армия в Каролинах была разгромлена британцами.
Корнуоллис решил, что лучшим способом защитить Южную Каролину будет вторжение в Северную Каролину, куда отступили остатки армии Гейтса, и которую американцы могли использовать как базу для дальнейших нападений. Он так же рассчитывал на набор рекрутов из северокаролинских лоялистов. Он начал марш на Шарлотт, но эпидемия лихорадки заставила его задержаться, поэтому Шарлотт был захвачен только 26 сентября, после небольшого сражения при Шарлотте. Для прикрытия своего левого фланга Корнуоллис использовал отряд Фергюсона, состоявший из 1000 лоялистов, но 7 октября в сражении при Кингс-Маунтин Фергюсон был разбит отрядом повстанцев, а весь его отряд уничтожен. Корнуоллис потерял своего самого способного командира, и его левый фланг оказался открыт.
Между тем Джордж Вашингтон назначил новым командиром армии Юга генерала Натиниэля Грина, который 3 декабря 1780 года прибыл в лагерь повстанцев под Шарлоттом. Чтобы отвлечь внимание Корнуоллиса, он отправил на юг отряд генерала Даниеля Моргана, против которого Корнуоллис задействовал отряд Банастра Тарлетона. Противники встретились 17 января 1781 года, и в сражении при Коупенсе Морган разбил Тарлетона. Англичане потеряли 835 человек, так что в распоряжении Корнуоллиса осталось всего около 1000 человек. Но Корнуоллис решил начать решительное наступление на север. Его армия состояла из 23-го и 33-го регулярных полков и 2-го батальона 71-го Горского полка. К этому добавилось примерно 340 человек из отряда Тарлетона. Вскоре к нему присоединилось ещё 1500 человек под командованием генерала Лесли: гвардейский батальон, гессенский полк Фон Босе и отряд немецких егерей. В итоге в распоряжении Корнуолиса оказалось 2550 человек. Это была небольшая, но опытная армия.
Уже через день после прибытия отряда Лесли Корнуоллис начал преследование Моргана. 24 января он едва не настиг его у Рамсерс-Милл. 28 января он продолжил марш, вышел к реке Катаба и 1 февраля в ходе сражения при Кованс-Форд перешёл реку, отбросив отряд повстанцев. Отряд Тарлетона нагнал и разбил отряд местного ополчения в сражении при Тарентс-таверн, что позволило Корнуоллису беспрепятственно наступать дальше. Между тем отряд Грина 6 февраля отступил к Гилфорд-Кортхауз, куда 7 февраля подошёл отряд генерала Хьюджера(1500 чел.). Грин решил продолжать отступление в Вирджинию. Морган должен был командовать арьергардом, но он оказался болен, и Грин поручил арьергард генералу Ото Уильямсу. Уже 7 февраля Корнуоллис был в Солсбери, а 9 февраля в Салеме. Грин продолжал отступление; кавалерия Ли старалась не дать кавалерии Тарлетона нападать на колонну, но в ночь на 13 февраля тот сумел прорваться к колонне и захватить некоторое количество пленных. 13 февраля Грин успешно отступил за реку Дан, а 15 февраля за реку отступил Уильямс. Американцы выиграли «гонку к реке Дан», и теперь были в безопасности за непроходимой для британской армии рекой.
Корнуоллис оказался в сложном положении: с измотанными войсками, вдалеке от своих баз, без всякой связи с командованием в Нью-Йорке, перед непроходимой рекой. Он решил отступить в Хиллсборо, где дать армии время на отдых. Армия Грина тоже была в тяжёлом положении, но она была близка к своим базам в Вирджинии. Чтобы не оставлять противника в покое, он отправил кавалерийский отряд Генри Ли (Легион Ли) вслед уходящим британцам. 25 февраля Ли атаковал и разбил отряд лоялистов под командованием Джона Пила в сражении у реки Хоу. Грин перешёл реку Дан, чтобы быть ближе к Хилсборо, но старался держаться на безопасном расстоянии от Корнуоллиса. 6 марта англичане решили атаковать изолированный отряд Уильямса и произошло сражение при Уэйцелс-Милл, которое закончилось безрезультатно.
В те дни на помощь Грину постепенно прибывали подкрепления и его армия увеличилась до 4400 человек, из которых менее половины составляли регулярные войска (1000 северокаролинцев Джона Батлера и Томаса Итона и 700 вирджинцев Томаса Лоусона). 14 марта Грин выступил из лагеря в Спидменс-Айронуоркс к Гилфорд-Кортхауз, чтобы занять там оборонительную позицию по своему выбору. Ночью шёл дождь, и Грин опасался, что у него промокнет весь порох, а англичане воспользуются этим для штыковой атаки. Он велел Генри Ли взять 160 своих кавалеристов и 100 кавалеристов Уильяма Кэмпбелла, организовав пикетную цепь в трёх милях от основной армии. Ли в свою очередь поручил лейтенанту Джеймсу Хэрду встать поближе к английскому лагерю, и время от времени докладывать ситуацию.

## Сражение
Вечером 14 марта Корнуоллис узнал, что противник находится всего в 12 милях от него, и решил незамедлительно атаковать. В 02:00 он отправил весь обоз в Беллс-Милл под охраной лоялистского северокаролинского полка подполковника Гамильтона и 117 регуляров капитана Хорнека. Остальной армии было приказано начать марш по Большой Солсберийской дороге в 05:30. Эти передвижения были сразу замечена лейтенантом Хэрдом, который сообщил о них Генри Ли, который передал эти сведения Грину. Также Ли разбудил свой отряд и приказал приготовить завтрак как можно быстрее. Как только с завтраком было покончено (в 04:30), пришёл приказ от Грина: генерал приказывал приблизиться к противнику и выяснить, действительно ли тот начал общее наступление. Ли начал выдвижение, а в это самое время навстречу ему двигался авангард армии Корнуоллиса: 300 человек Британского легиона Тарлетона, 100 британских гвардейцев и 84 ансбахских егеря.
Когда отряд Тарлетона приблизился к позиции лейтенанта Хэрда у Нью-Гарден-Митинг-Хауз, тот приказал дать залп (чтобы его услышал Ли), после чего сразу отступить навстречу отряду Ли. Англичане не понесли потерь, и Тарлетон написал в рапорте, что его лёгкая пехота отбросила пикет противника. Залп Хэрда стал первым залпом сражения при Гилфорд-Кортхауз. Отступая на восток, отряд Хэрда встретил колонну Ли в четырёх милях от Гилфорд-Кортхауз. Понимая, что вся армия Корнуоллиса начала наступление, Ли отправил адъютанта с донесением Грину, а своей кавалерии приказал отступить немного назад, на соединение со своей пехотой. Он отходил по длинному участку прямой дороги, огороженной изгородью с обеих сторон, и Ли решил разместить свой отряд так, чтобы перекрыть противнику выход с этого узкого участка. Тарлетон в это время отправил отряд драгун в погоню за противником; арьергард Ли, под командованием капитана Джеймса Армстронга развернулся и отбил две атаки кавалерии Тарлетона.
Ли приказал преследовать противника, и его отряд начал наступать вперёд по дороге, но неожиданно попал под залп лёгкой гвардейской пехоты капитана Джона Гудрайка. Сержант Питер Райф вспоминал, что солнце уже час как взошло, а американцы атаковали в направлении на запад, и блеск солнца на оружии англичан испугал лошадей и сорвал атаку. Сам Ли был сброшен с коня этим залпом, но был спасён. Подошла пехота Легиона Ли и открыла огонь по английским гвардейцам. На помощь англичанам подошли ансбахские егеря и часть 23-го пехотного полка, и Ли приказал пехоте отступать, а кавалерии прикрыть отступление. Отойдя на новую позицию, Ли удерживал её ещё около получаса, а затем стал отступать к основной армии. В этом бою Тарлетон потерял 20 или 30 человек, в том числе капитана Гудрайка, родственника астронома Джона Гудрайка. Американцы потеряли 35 или 40 человек, в том числе около 17 человек потерял Легион Ли.

### Развёртывание армии Грина
Перестрелка у Нью-Гарден-Митинг-Хауз дала генералу Грину примерно два часа на развёртывание своей армии. Он изучил окрестности Гилфорд-Кортхауз ещё 6 недель назад, во время отступления к реке Дан, и был хорошо знаком с местностью. Он обратил внимание, что поле боя состоит из трёх участков, пригодных для обороны. С запада на восток сначала идёт ровное поле, на его восточной окраине изгородь. На этой позиции пехота может начать бой а затем отступить в лес. В этом лесу можно разместить вторую линию, при этом наступающий через лес противник будет постепенно дезорганизован зарослями. Как только он выйдет из леса на следующую равнину, он окажется перед небольшой высотой, на которой стоит здание окружного суда. Каждая из этих позиций недостаточно сильна, но все вместе они могут серьёзно измотать противника. Грин вероятно прислушался к советам Моргана и отчасти повторил его стратегию во время сражения при Коупенсе. Морган даже советовал использовать своего рода заградотряды, чтобы не позволить ополчению отступать, но Грин не стал следовать этому совету.
В первой линии Грин поставил свои наименее надёжные части: около 1000 ополченцев Северной Каролины, сведённых в две бригады. На правом фланге (с северной стороны Большой Солсберийской Дороги) встала Бригада дистрикта Галифакс под командованием бригадного генерала Томаса Итона, примерно 500 или 600 человек. Сам Итон был плантатором и политиком, который в своей жизни принял участие только в сражении при Бриар-Крик в 1779 году. На правом фланге его бригады стояло ополчение округов Уоррен и Франклин под командованием ветеранов Континентальной армии, полковников Бенжамина Уильямса и Пинкэтама («Пинка») Итона. Левее (южнее) стояли ополчения округов Нэш, Эджком и Галифакс, под общим командованием полковника Уильяма Линтона. У Линтона были ещё две роты из округов Мартин и Нортгемптон, но их позиция неизвестна.
С южной стороны Большой Солсберийской дороги Грин разместил Бригаду Дистрикта Хиллсборо под командованием бригадного генерала Джона Батлера, тоже численностью в 500—600 человек. Батлер тоже был политиком, подобно Итону, но имел хороший боевой опыт: он хорошо проявил себя в сражении при Стоно-Ферри и при Кэмдене. На его правом фланге стояло ополчение округа Кэсвелл под командованием полковника Уильяма Мура, который был политиком без боевого опыта, но есть мнение что непосредственно в бою командование принял майор Диксон, ветеран Континентальной армии. Левее встало ополчение округа Грэнвилл под командованием полковника Джозефа Тейлора, тоже плантатора без боевого опыта. Ещё левее встали два полка из округа Оринж под командованием опытных полковников Фармера и Тейлора. Леве стояло ещё несколько мелких подразделений.
В центре позиции, прямо на дороге, Грин поставил два 6-фунтовых орудия под командованием капитана Энтони Синглтона. Для прикрытия артиллерии был использован отряд северокаролинских континенталов примерно в 40 человек под командованием капитана Эдварда Ярборо. Они встали позади орудий или на их флангах.
Фланги первой линии имели прикрытие из кавалеристов и стрелков с винтовками: на правом фланге стояли вирджинцы-стрелки Чарльза Линча, делаверская рота Кирквуда, вирджинская рота Хаффмана и драгуны Уильяма Вашингтона. Левый фланг прикрывали вирджинские стрелки Уильяма Кэмпбелла (200 чел.), северокаролинские стрелки Джозефа Уинстона и Легион Ли. Англичане хорошо знали и опасались стрелков Кэмпбелла, вооружённых длинными нарезными винтовками.
Во второй линии Грина, в 300 метрах за первой линией, стояло вирджинское ополчение: на правом фланге бригада Роберта Лоусона, ополчение центра и востока Вирджинии, около 600 человек. На левом стояла бригада Эдварда Стивена, набранная в основном в северной части долины Шенандоа, тоже около 600 человек. Эти ополченцы находились под командованием опытных офицеров и среди них было много бывших солдат Континентальной армии, поэтому Грин имел основания считать эту линию надёжнее первой. Фланги этой линии не были прикрыты, но Грин полагал, чо стрелковые отряды на флангах первой линии постепенно отступят на фланги второй.
Третья линия стояла в 500 метрах за второй, вирджинской линией. Она состояла из мэрилендской бригады полковника Ото Уильямса и вирджинской бригады Хьюджера, общей численностью 1400 человек. На правом фланге мэрилендской бригады стоял 1-й Мэрилендский полк полковника Джона Ганби, а на левом 2-й Мэрилендский полк подполковника Бенжамина Форда. 1-й Мэрилендский был, вероятно, самым опытным полком в Континентальной армии. Он был сформирован из мэрилендских полков, разбитых в сражении при Кэмдене: четыре правые роты были остатками 1-го, 3-го, 5-го и 7-го Мэрилендских полков, а четыре левые были остатками Дэлаверского полка и 2-го, 4-го и 6-го Мэрилендских. Этот полк был элитой континентальной армии, а Джон Ганби некогда командовал 7-м Мэрилендским полком. Соседний 2-й Мэрилендский полк был крупнее размером (400 чел.), но в нём было меньше офицеров, и лишь немногие рядовые имели боевой опыт. Правее мэрилендцев стояла вирджинская бригада бригадного генерала Исаака Хьюджера: это были 1-й и 2-й вирджинские полки, которые в исторической литературе часто называются 4-м и 5-м. 1-м Вирджинским полком (450 чел.) командовал полковник Джон Грин, а 2-м Вирджинским (400 чел) подполковник Самуэль Хоус (Samuel Hawes). Между вирджинскими полками находились два 6-фунтовых орудия капитана Эбенезера Финли.

### Выдвижение армии Корнуоллиса

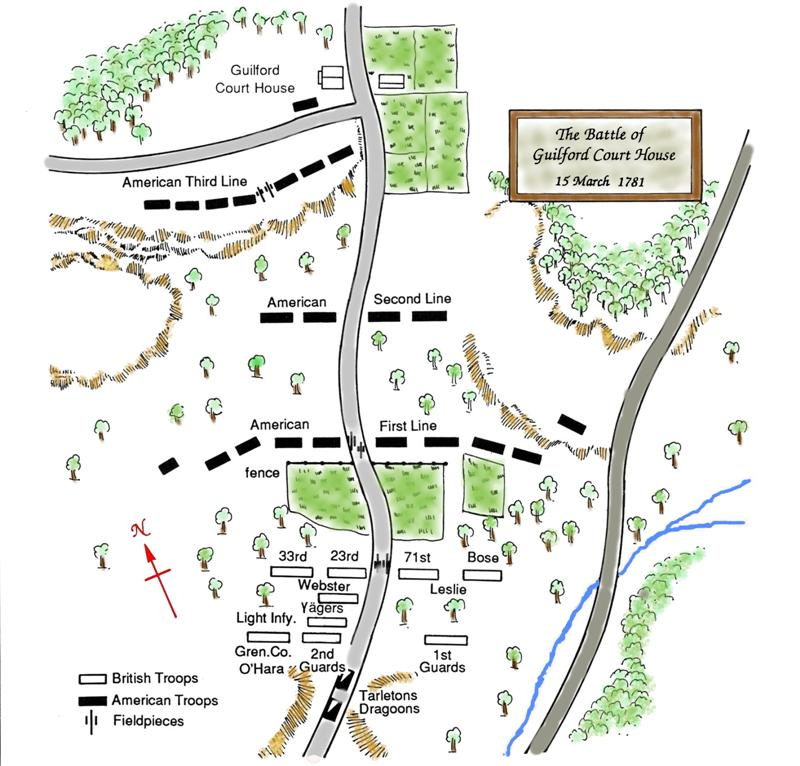
Положение сторон на начало сражения

Армия Корнуоллиса потратила примерно два часа на выдвижение и показалась на поле боя в 11:30. Впереди шёл авангард Тарлетона: егеря, лёгкая пехота и Британский легион. За ней шла бригада подполковника Джеймса Вебстера: 23-й (Королевские уэльские фузилёры) и 33-й линейные полки, всего около 580 человек (238 + 234 чел.). Следом шла бригада генерал-майора Александра Лесли: 2-й батальон 71-го пехотного полка (244 чел.) и гессенский полк Фон Босе (32 чел.). Третьей шла элитная Гвардейская бригада под командованием бригадного генерала Чарльза О'Хара, численностью около 530 человек. В распоряжении Корнуоллиса так же имело четыре 6-фунтовых орудия и два 3-фунтовых.
Обнаружив противника, Корнуоллис сразу приказал бригадам развернуться в линию справа и слева от дороги. Орудия Синглтона открыли по ним огонь, поэтому Корнуоллис приказал своей артиллерии ответить. Точно неизвестно, сколько и каких орудий было задействовано в перестрелке; Тарлетон упоминает 3-фунтовые орудия и говорит, что их было три, хотя вероятнее, что это были 6-фунтовые орудия, и им полагалось действовать двумя секциями по 2 орудия. Возможно, американская артиллерия успела вывести из строя одно орудие. Артиллерийская дуэль длилась около 20 минут, не нанеся ощутимого урона ни одной из сторон. Американцы должны были сделать около 20—30 выстрелов, израсходовав первичный боеприпас, а англичане немного меньше. После этого Синглтон отвёл орудия к третьей линии.
Пока шла перестрелка, британская армия разворачивалась в линию: слева от дороги встала бригада Вебстера с 33-м полком на левом фланге и 23-м на правом, справа от дороги (на южной стороне) встала бригада Лесли, с батальоном 71-го полка на левом фланге и полком Фон Босе на правом. Во второй линии, в центре у дороги, встал батальон гвардейских гренадеров и 2-й гвардейский батальон. Правее, в тылу бригады Лесли, встал 1-й гвардейский батальон. Егерей, лёгкую пехоту и драгунов Тарлетона Корнуоллис оставил в последней линии. Впоследствии Корнуолис писал, что к югу от дороги лес был не так густ, поэтому он решил нацелить основную атаку на южный, левый фланг противника.

### Бой за первую линию
Завершив построение, британская армия сразу двинулась вперёд. Пройдя полосу густого леса, она вышла на открытую местность и оказалась в 330 метрах от первой линии Грина. Перед ними находилось ровное поле, размокшее после дождей, и им предстояло перейти его, преодолев две линии изгородей. Точно не известно, сколько времени ушло у британцев для перехода через поле. Обычно в бою британская пехота двигалась быстрым шагом (quick step), 120 шагов в минуту или 5 футов в секунду. Сложность состояла в том, что линия наступала по участкам различной проходимости и должна была сохранять равнение на соседние подразделения. Грин, Тарлетон и Генри Ли писали, что ополченцы открыли огонь, когда британцы подошли на 150 метров. Это маловероятно, потому что мушкеты того времени имели дистанцию эффективного огня (killing distance) 40 метров, и, например, в сражении при Коупенсе пехота открыла огонь именно с такого расстояния. Вероятно, со 150 метров открыли огонь стрелки с винтовками, а основная линия дала залп с 35—50 метров. Вирджинец Самуэль Хьюстон, который наблюдал за боем издалека, говорил, что северокаролинцы открыли огонь с очень короткой дистанции.
Первый залп северокаролинской линии нанёс британцам ощутимые потери, но те в ответ также дали залп. Одни свидетели утверждали, что 23-й полк успел сделать три залпа, другие — что фузилёры сделали только один залп и сразу бросились в штыки, чтобы не дать противнику времени повторить залп. Похоже, что 23-й стрелял достаточно низко: многие северокаролинцы на их фронте получили ранение в ноги. Впоследствии, 16 марта, Грин писал в рапорте, что соверокаролинское ополчение сделало один, местами два, а местами три залпа, но в письмах 18 марта и 20 марта он писал, что ополченцы стояли на выгодной позиции, но бросили её без сопротивления, «сделав едва один выстрел». Вероятно, Грин приуменьшал заслуги ополчения чтобы заставить правительство восстанавливать регулярные полки, а не полагаться только на ополчение.
С британской стороны Корнуоллис писал, что его люди опрокинули американцев достаточно легко. Тарлетон писал, что противник сделал один, местами два залпа. Гессенцы утверждали, что американцы не повторили залп со своей позиции, но отошли немного назад и только после этого сделали второй залп. Так или иначе, северокаролинцы почти сразу стали отступать, хотя на отдельных участках оказали сопротивление. Генри Ли вспоминал, что генерала Батлер и Итон всеми силами старались остановить бегущих.
23-й и 71-й британские полки прорвали центр северокаролинской линии, а в это время 33-й и гессенский полк атаковали фланги: Кирквуда и Линча на севере и Кэмпбелла, Уинстона и Ли на юге. При этом 33-й полк начал отрываться от 23-го, который тоже сместился влево и оторвался от 71-го. Генералу О’Хара пришлось закрывать разрыв в центре 2-м гвардейским батальоном. Корнуоллис же отправил ансбахских егерей для прикрытия фланга 33-го полка. Чтобы прикрыть фланг гессенского полка, был отправлен 1-й гвардейский батальон. Таким образом, американцам удалось заставить противника растянуть свою боевую линию и ввести с бой свой резерв.

### Бой за вторую линию
Опрокинув первую линию Грина, британцы без остановок продолжили наступление, но при этом 23-й и 71-й полки шли вперёд, а 33-й и полк Фон Босе на их флангах отстали из-за более густых зарослей на своём пути. 23-й вышел к вирджинской линии с открытым левым флангом. У вирджинцев севернее дороги стояла бригада Лоусона: полк майора Генри Скипуита у самой дороги, правее полк Джона Холлкомба (ополчение округов Амилия, Шарлотт, Мекленберг и Поуатан), а крайним справа полк Беверли Рэндольфа (ополчение округов Поуатан, Амилия и Камберленд). Видя, что противник наступает с открытым флангом, Лоусон приказал полкам Рэндольфа и Холлкомба выдвинуться вперёд и атаковать англичан во фланг. Но когда полки начали свой манёвр, к 23-му подошёл гвардейский гренадерский батальон и 2-й гвардейский батальон; гвардейцы сразу открыли огонь во фланг полка Холлкомба, чем привели его в замешательство и заставили отходить. Вирджинские ополченцы рассыпались на отдельные группы и какое-то время отстреливались, сделав по 15—18 выстрелов на человека. Историк Лоуренс Бэбитс предположил, что после этого они отступили по причине износа ружейных кремней, которых обычно хватало как раз на 15 выстрелов, а замена кремня требовала некоторого времени, обычно около двух минут.
Покончив с полками Холлкомба и Рэндольфа, гвардейцы вышли во фланг батальона Скипуита. Правый фланг батальона немного отступил, но боевую линию. Вирджинцы оказались под обстрелом и с фронта и с фланга. Бой на этом участке стал особенно ожесточённым. Гвардейцы целились низко, так что многие вирджинцы получили ранение в ноги. Позднейшие археологические исследования показали, что самое плотная концентрация пуль находится именно в грунте на участке батальона Скипуита. Британцы тоже несли потери: сам бригадный генерал Чарльз О’Хара получил ранение и сдал командование подполковнику Джеймсу Стюарту. Командир гренадерской роты, капитан Уильям Хау, 2-й граф Дуглас, получил тяжёлое ранение и сдал командование капитану Нэпиру Кристи. Подполковник Джон Ховард потом вспоминал, что лорд Корнуоллис, увидев, что бригада Лоусона (Ховард по ошибке назвал её бригадой Стивенса) держится храбро, и с ними непросто справиться, лично возглавил гренадеров и 2-й гвардейский батальон, повёл их в отчаянную атаку и опрокинул линию противника. При этом под ним были убиты две лошади.
На самом северном участке поля боя 33-й полк, егеря и гвардейская лёгкая пехота вели бой с «Обсервационным корпусом» подполковника Уильяма Вашингтона. Егеря вступили в перестрелку с вирджинцами Линча, вооружёнными винтовками, и в этом случае британцы снова стреляли достаточно низко. Под прикрытием огня егерей пошёл в атаку 33-й полк, и отряд Линча отступил. На позиции остались две регулярные роты: делаверцы Роберта Кирквуда и вирджинцы Филиппа Хаффмана. Им удалось отбить первую атаку, но когда стала отходить вся бригада Лоусона, они поняли, что могут быть окружены, и стали отступать к третьей линии.
На южном участке поля боя 71-й полк и гессенский полк атаковали бригаду Стивенса. Здесь обе линии быстро рассыпались на отдельные подразделения, но бой завязался такой ожесточённый, что полковник Уильямс, прошедший уже несколько сражений, писал, что впервые слышал такой грохот мушкетов и винтовок. Один участник вспоминал, что стрелял так часто, что ствол мушкета раскалился до невозможности его держать. Такое состояние наступает обычно после пяти-шести выстрелов, что совпадает с показаниями другого участника, который вспоминал, что сделал шесть выстрелов. Бригада держалась до тех пор, пока не был ранен бригадный генерал Стивенс. Раненый Стивенс дал команду отступать. Первыми начали отход подразделения правого фланга, но батальон Сэмюэла Макдауэлла на правом фланге (им командовал Александр Стюарт) остался на позиции.
Когда вирджинская линия в итоге отступила, британская армия фактически наступала в различных направлениях, рассыпалась на отдельные подразделения и растратила большое количество боеприпасов. В таком состоянии им предстояло наступать на свежую мэрилендскую бригаду армии Грина.

### Бой на южном фланге

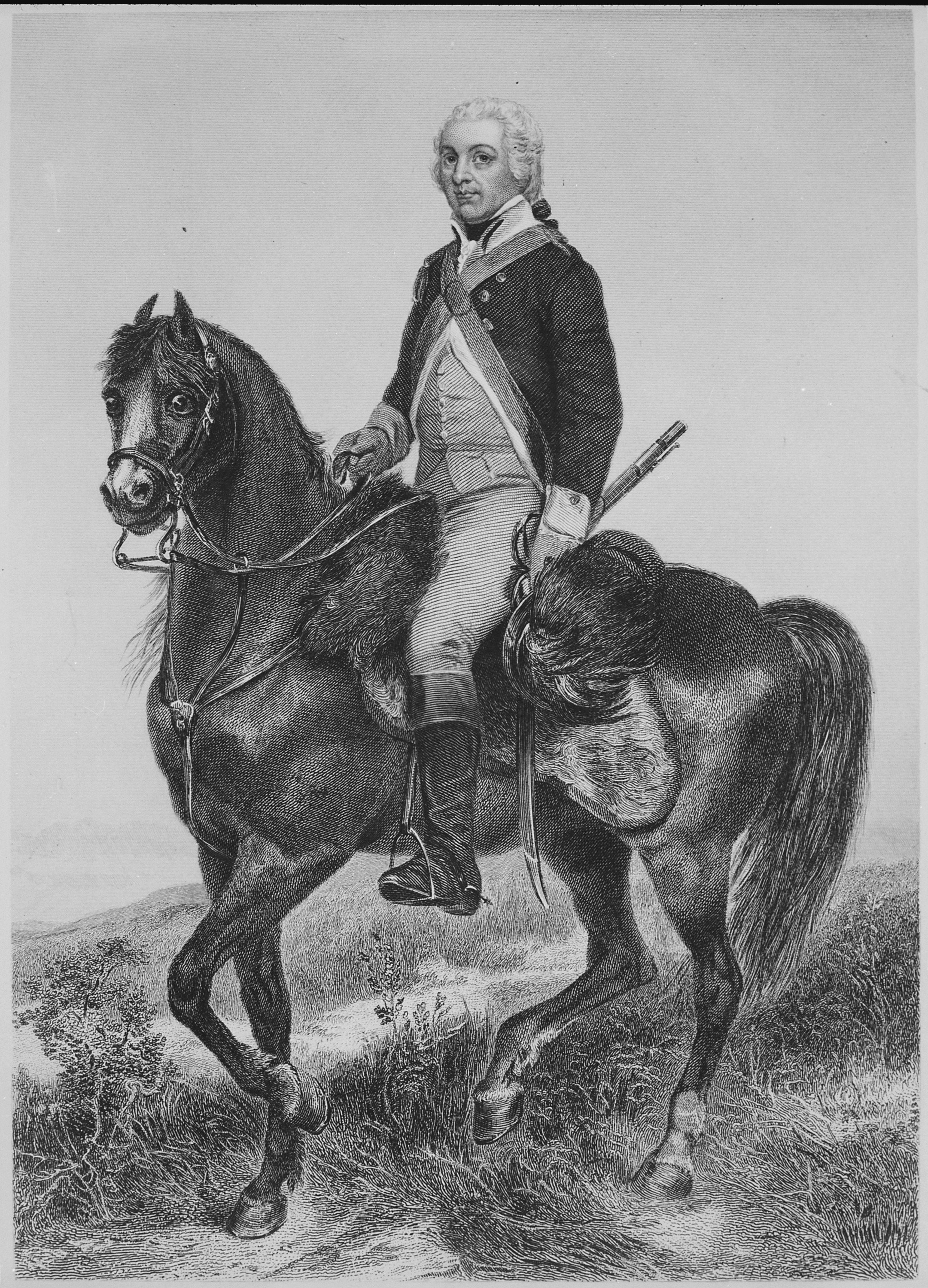
Подполковник Генри Ли

Когда британская армия опрокинула первую линию Грина, то в четверти мили южнее этой линии завязался отдельный бой: 1-й гвардейский батальон и гессенский полк сошлись с вирджинцами Стюарта, стрелками Кэмпбелла, континенталами Уоллеса и пехотой Генри Ли. Это случилось потому, что в силу особенностей местности фланговые подразделения американцев стали отступать не на восток, а на юго-восток. Гессенский полк задержался, втянувшись в бой с северокаролинцами, поэтому гвардейский батальон начал наступать в одиночестве. Батальон уверенно теснил американцев, но его левый фланг попал под огонь ополченцев Стюарта, и батальон отступил на небольшой хребет. Вирджинцы начали преследование, но были отбиты. Приведя себя в порядок, батальон пошёл во вторую атаку, но снова был отбит. Вирджинцы во второй раз пошли в контратаку, но снова были отбиты на исходную позицию. Только с третьей атаки гвардейцы выбили ополченцев с высоты, которую те занимали, но сразу обнаружили вторую линию противника впереди и справа от себя: это была пехота Легиона Ли и стрелки Кэмпбелла. Оказавшись под перекрёстным огнём и потеряв всех офицеров (кроме подполковника Нортона) батальон начал рассыпаться, но в этот момент ему на помощь пришёл гессенский полк.
Гессенский полк вышел прямо на правый фланг вирджинцев Стюарта, которые сначала приняли их за своих. Появление гессенцев позволило подполковнику Нортону привести в порядок свой батальон, вернее то, что от него осталось. Новая совместная атака заставила американцев отступить с фронта, но под обстрел попал левый фланг гессенцев и правый фланг гвардейцев. Теперь американцы вели огонь по противнику практически со всех сторон. «1-й гвардейский батальон и полк Босе оказался под обстрелом с фронта, фланга, и тыла», вспоминал Тарлетон. В этой перестрелке гессенцы потеряли 22 человека убитыми и 38 ранеными. Выстрелы ружей подожгли сухую листву и лес загорелся, поэтому многие раненые погибли в огне. Вирджинец Сэмуэль Хьюстон вспоминал, что сделал 14 выстрелов в том бою; вероятно, он стрелял, пока не стёрся кремень ружья.
Сражение на этом участке тянулось примерно полчаса, и бой шёл даже тогда, когда он завершился на основном поле боя. Генерал Корнуоллис услышал стрельбу и приказал Тарлетону разобраться, что там происходит. Впоследствии гессенцы утверждали, что Тарлетон прибыл в тот момент, когда противник уже бежал, и драгуны смогли только участвовать в преследовании. Но свидетели с американской стороны утверждали, что гессенцы уже были на последнем издыхании и только прибытие драгун Тарлетона спасло их. Кавалерия Генри Ли в это время ушла на помощь основной линии Грина, поэтому Тарлетону некому было противодействовать. Многие вирджинцы были зарублены саблями кавалерии, другие попали в плен, в том числе майор Александр Стюарт. Потери понесли и драгуны Тарлетона и сам он был ранен, потеряв два пальца руки. Это случилось во время его боя со стрелками Кэмпбелла, хотя некоторые источники утверждают, что он получил ранение в утренней перестрелке.

### Бой за третью линию
Регулярные бригады третьей линии Грина примерно полтора часа стояли на своей позиции в ожидании боя. Они не могли видеть боёв за 1-ю и 2-ю линию, но слышали стрельбу и до них изредка долетали британские ядра. Генерал Грин разъезжал вдоль линии, подбадривая своих людей. У него были все основания верить в успех: его третья линия находилась в полном порядке, готовая к бою, а линия противника рассыпалась на отдельные части, которые должны были по очереди выходить к третьей линии Грина. Перед позицией Грина находилась небольшая низина, а на левом фланге стояли два орудия Эбенезера Финли.
Первым из леса на поле перед третьей линией выше 33-й пехотный полк, прикрытый с левого фланга егерями и гвардейской лёгкой пехотой. Подполковник Вебстер увидел орудия Финли, но, вероятно, не заметил мэрилендских и вирджинских полков, и решил, что орудия стоят без прикрытия, или же под охраной незначительного отряда. Вебстер сразу бросил полк в атаку на пушки, но, пройдя половину расстояния по полю, попал под залп вирджинской бригады с левого фланга и залп 1-й Мэрилендского полка с правого. Сам Вебстер был ранен в этот момент и полк отступил назад на край низины. Какие-то части, вероятно континенталы Хьюджера попытались его контратаковать, но быстро были отбиты. а поел боя наступило затишье; британцы ждали подхода остальных сил, а американцы отступили на основную позицию.
Почти сразу после отступления Вебстера, на поле вышел 2-й батальон Гвардейской бригады, который вели раненый генерал О’Хара, генерал Джон Ховард и подполковник Джеймс Стюарт. Батальон сразу же пошёл в атаку на батарею Синглтона и позиции 2-го Мэрилендского полка. Полковник Уильямс, воодушевлённый успехом 1-го Мэрилендского, отправился на позицию 2-го Мэрилендского, надеясь на такой же успех, но на его глазах полк неожиданно бросился бежать.
Отступление мэрилендского полка могло иметь множество причин. Одна из них была социальной: полк был набран среди низших слоёв населения, некоторые роты были сформированы из рекрутов разных частей страны, в полку было много неопытных новобранцев и ему не хватало офицеров. На момент начала атаки гвардейцев полк располагался так, что его правый фланг стоял фронтом на запад, а левый — на юг. Подполковник Форд приказал ротам левого фланга развернуться фронтом на запад, но этот манёвр не удалось грамотно осуществить. Попав под обстрел в момент перестроения, полк запаниковал и бросил позицию. Гвардейцы, продолжая наступать, захватили оба орудия Синглтона и двинулись дальше, выходя в тыл 1-го Мэрилендского полка, который они, вероятно, не видели из-за небольшой группы деревьев.
В какой-то момент подполковник Стюарт осознал, что противник находится слева и позади его линии, поэтому приказал прекратить преследование 2-го Мэрилендского и развернуться фронтом на север. В то же самое время на позицию 1-го Мэрилендского явился вестовой капитан Гибсон и сообщил подполковнику Джону Ховарду, что небольшой отряд противника находится в его тылу. Ховард передал информацию полковнику Ганби, который сразу приказал развернуть полк фронтом на юг. Гвардейцы как раз перестраивались, когда мэрилендцы дали по ним залп, а затем двинулись вперёд. Ответным выстрелом гвардейцев была убита лошадь полковника Ганби, и командование принял Ховард. Мэрилендский полк бросился в штыковую атаку, и одновременно драгуны Вашингтона, только что переместившиеся с правого фланга на левый, атаковали гвардейцев с фланга. «Мы наступали на них, — вспоминал потом рядовой мэрилендского полка, — но были от них в 30 или 40 ярдах, когда ударила кавалерия… Так как они двигались быстрее нас, они первые обрушились на противника и опрокинули его». Кавалерия прорвалась сквозь строй гвардейцев, потом развернулась, атаковала второй раз, после чего, вероятно, атаковала в третий раз.

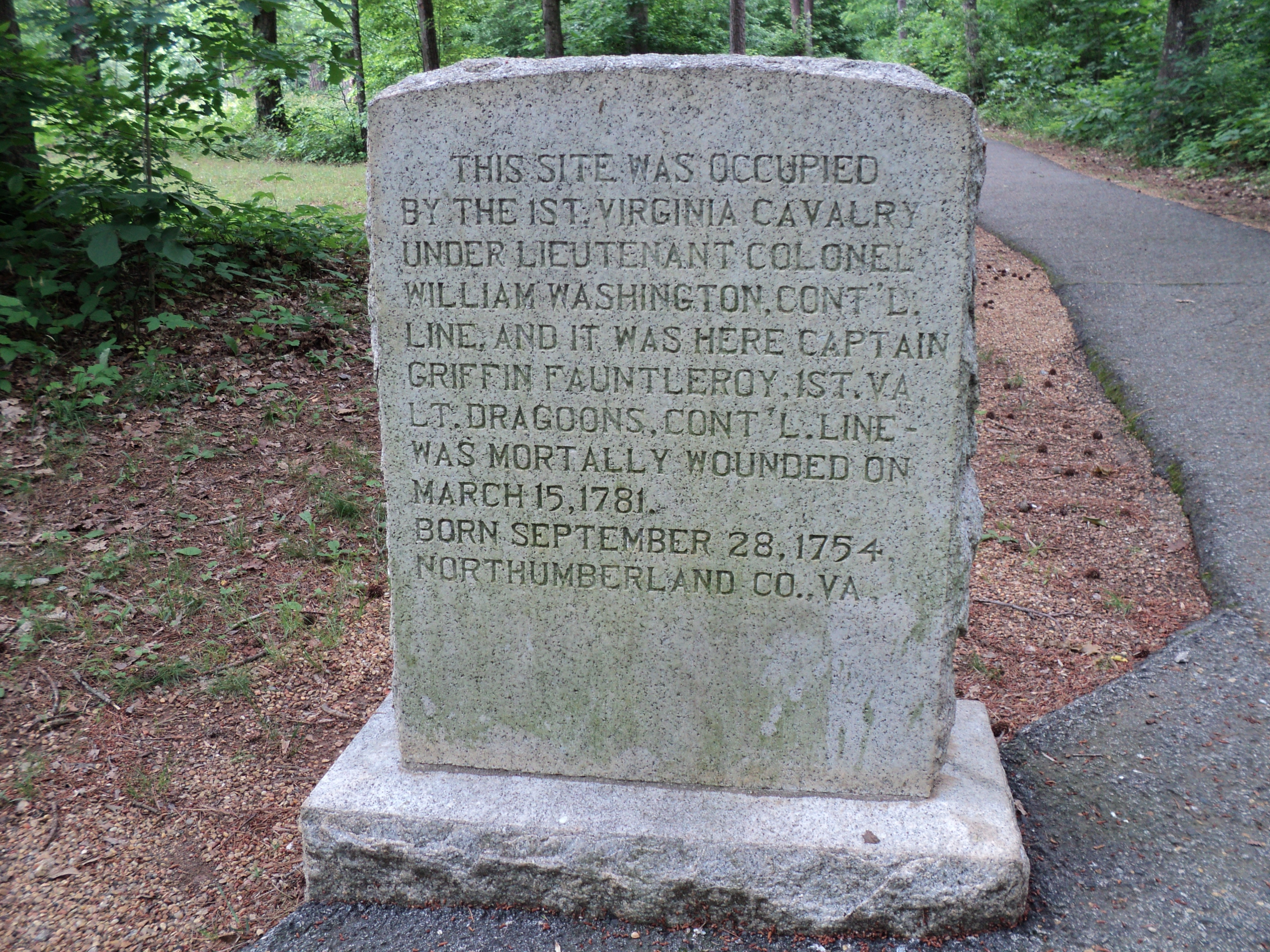
Исторический маркер на месте гибели капитана Фонтлероя

Вероятно, примерно в это время генерал О’Хара был ранен и сдался в плен, но гвардейцы бросились вперёд и отбили генерала. О пленении генерала известно в основном по слухам, но они могут быть правдой.
Гвардейцы начали отступать, и кавалерия Уильяма Вашингтона снова атаковала их, но британская артиллерия Маклеода открыла по ним огонь, который заставил кавалерию отступить. Капитан 1-го Вирджинского кавполка, Гриффин Фонтлерой, был смертельно ранен этими залпами. Впоследствии была популярна история о том, что Корнуоллис приказал стрелять по своим же людям. Увидев, что гвардейцы и мэрилендцы сошлись в рукопашной, он приказа Маклеоду стрелять прямо по дерущимся. Когда генерал О’Хара заметил, что могут погибнуть и многие британцы, Корнуоллис ответил, что это необходимо для спасения армии. Эта история впервые появилась в мемуарах Генри Ли, который не был очевидцем атаки Вашингтона. Корнуоллис и О’Хара не упоминают этих событий. Вероятно, Корнуоллис приказал стрелять по кавалерии Вашингтона, и при этом случайно были задеты свои.
Генерал Грин был рядом с мэрилендцами, когда 2-й Мэрилендский полк начал отходить. Грину показалось, что британцы обошли его левый фланг и вышли в тыл его армии. «Они, кажется, выходили на наш правый фланг, — писал он 16 марта, — что могло привести к окружению всех континентальных частей, поэтому я решил дать приказ на отступление». Он не видел атаки Ховарда и Вашингтона, и впоследствии утверждал, что все мэрилендцы бросили поле боя. Грин отправился на правый фланг и приказал вирджинской бригаде отступать. Вирджинцы так же поверили, что мэрилендская бригада оставила поле боя, и теперь они могут попасть в окружение. Бригада начала отступление, при этом орудия пришлось бросить на поле боя, так как все лошади при батареях были перебиты. Увидев отступление противника, Корнуоллис приказал 71-му и 23-му полкам наступать общей боевой линией. Но преследование длилось недолго из-за общей усталости британцев.
Сражение закончилось в 14:30, через 2,5 часа после первой артиллерийской перестрелки и через 7 часов после начала перестрелки кавалерии у Нью-Гарден.

## Последствия
Генерал Грин допускал подобный исход сражения, поэтому заранее отослал обозы на 13 миль в тыл, к местечку Спидвелл-Айронуоркс на реке Трамблсом-Крик. Армия стала отходить туда же, сделав небольшую остановку через 3 мили, чтобы отдохнуть и дождаться отстающих. Отступив к обозам, армия встала там лагерем. Грин приказал возвести земляные укрепления, раздать солдатам еду и немного рома, а от офицеров потребовал составить отчёт о потерях. Измотанные боем британцы не имели возможности их преследовать. Американцам пришлось пережить трудную ночь под дождём, но положение англичан было ещё хуже; у них не было сил вернуться в свой лагерь у Дип-Ривер-Митинг-Хаус, и они ночевали прямо на поле боя. Погода не позволяла развести огонь и приготовить еду. В последний раз они ели 14 марта в 16:00. Участники вспоминали, что из-за ночного холода и дождя умерло 50 человек из числа раненых. «Никогда ещё в прошлом, и, надеюсь, в будущем, я не видел двух таких дней и ночей как те после сражения, — писал Чарльз О’Хара, — мы оставались на том же самом поле, где и сражались, среди убитых, умирающих и сотен раненых, как мятежников, так и наших людей; сильный непрекращающийся ливень длился около 40 часов и не позволял вывезти раненых, или обеспечить им минимальный комфорт».
18 марта армия Корнуоллиса покинула поле боя и отошла к Нью-Гарден. Раненые были отправлены туда ещё 17 марта в 17 повозках. В Нью-Гарден Корнуоллис издал прокламацию о своей победе, рассчитывая на приток лоялистов в армию, но нужного эффекта не добился. Он писал, что лоялисты приезжали в лагерь, жали ему руку, поздравляли, и снова возвращались домой. Корнуоллис решил отвести армию в местность, где её будет легче прокормить, но обнаружил, что повстанцы вывезли все припасы продовольствия в округе. Ему пришлось возвращаться в Уилмингтон. 7 апреля его армия вошла в город. Эбнер Нэш в тот день написал Грину: «вы обладаете удивительным искусством заставлять врага бежать после его собственных побед». Корнуоллис действительно потерял веру в то, что войну можно выиграть боевыми действиями в Каролинах. «Уверяю вас, я порядком устал от маршей по округе в поисках приключений», писал он генералу Филлипсу. Он решил собрать все свои силы в Вирджинии и уже там дать решающее сражение.
29 марта генерал Грин сообщил Джорджу Вашингтону о своих планах. Он писал, что если британцы отступят в Уилмингтон, он не сможет с ними ничего сделать. В этой «критической и неприятной ситуации» он перенесёт войну в Южную Каролину, и тогда противник будет вынужден или следовать за ним, или сдать все те места, что он контролирует в штате. Грин осознавал, что удаляться от своих баз может быть опасно, но верил в успех. Через две недели армия Грина вошла в Южную Каролину и 25 апреля встретилась с британским отрядом около Кэмдена. В сражении при Хобрикс-Хилл он снова был разбит, на тот раз по вине 1-го Мэрилендского полка. В этом сражении были убиты и ранены многие участники сражения при Гилфорд-Кортхауз. Подполковник Ричард Кэмпбелл и капитан Арчибальд Денхольм были ранены. Подполковник Бенжамин Форд, тяжело переживавший неудачу своего 2-го Мэрилендского при Гилфорд-Кортхауз, пал в гуще боя. Пуля раздробила ему руку и он умер в госпитале в Шарлотте. Попал в плен капитан Джон Смит, только что вернувшийся в строй после ранения, полученного в бою за третью линию при Гилфорд-Кортхауз. Англичане приговорили его к казни из-за обвинения в убийстве военнопленных, но Грин вмешался в это дело и добился пересмотра решения.
После сражения Грин продолжал нападать на британские посты. На это ушло всё лето; 8 сентября произошло сражение при Этау-Спрингс, последнее сражение на Юге. Как и при Гилфорд-Кортхауз, он поставил ополчение в первой линии, а регуляров во второй. Британцам удалось опрокинуть ополчение, но в этот раз ополченцы, которых тренировали всё лето, бились на равных с континенталами, и бой был почти выигран, но в последний момент англичане переломили ситуацию и Грин был снова разбит. Подполковник Ричард Кэмпбелл на этот раз был убит. Были ранены Джон Ховард и Уильям Вашингтон. В декабре англичане эвакуировали Чарлстон.
Армия Корнуоллиса 25 апреля 1781 года покинула Уилмингтон и отправилась в Вирджинию, где в сентябре была осаждена в Йорктауне. Многие ветераны сражения при Гилфорд-Кортхауз погибли в боях за редуты 14 октября. 17 октября Корнуоллис сдался.

### Потери
Потери британской армии известны из отчёта генерала Корнуоллиса лорду Джорджу Джермейну. Согласно отчёту, британцы потеряли 93 человека убитыми, 413 ранеными и 26 пропавшими без вести:
- Гвардейская бригада потеряла 37 человек убитыми, 157 ранеными, 22 пропавшими без вести. Были ранены генералы Чарльз О’Хара и Джон Ховард.
- Бригада Вебстера потеряла смертельно раненым подполковника Вебстера;
  - 23-й пехотный полк: 13 убито, 55 ранено, из офицеров убит второй лейтенант Уильям Робинс.
  - 33-й пехотный полк: 11 убито, 65 ранено. Убит энсин Талбот.
- Бригада Лесли:
  - 2-й батальон 71-го пехотного полка: 13 убито, 50 ранено. Убито 3 офицера.
  - Полк Фон Босе: 15 убито, 47 ранено, 12 попало в плен. Убито 2 офицера.
- Приданные части:
  - Британский легион[англ.]: 3 убито, 14 ранено. Ранен подполковник Банастр Тарлетон.
  - Егерская рота: 4 убито, 3 ранено, 1 пропал без вести.
  - Королевская артиллерия: 2 убито, 4 ранено. Убит 1 офицер.

Потери американцев известны из отчёта Ото Уильямса, который он составил для Конгресса. В некоторых случаях потери указаны на уровне роты, в некоторых только на уровне бригады. Согласно отчёту, американцы потеряли 79 человек убитыми, 184 ранеными и 1046 пропавшими без вести:
- В штабе Грина был ранен капитан Александр Эвинг.
- Мэрилендская бригада: 15 убито, 42 ранено, 97 пропало без вести, и ещё 11 человек потеряла делаверская рота 1-го мэрилендского полка. Убиты 1 капитан и 1 майор.
- Вирджинская континентальная бригада: 29 убито, 40 ранено, 39 пропало без вести. Ранен генерал Исаак Хьюджер.
- Легион Ли[англ.]: 3 убито, 9 ранено, 7 пропало без вести.
- Северокаролинские бригады ополчения: 6 убито, 5 ранено, 563 пропало без вести.
- Бригада Стивенса (вирджинское ополчение): 11 убито, 36 ранено, 141 пропало без вести.

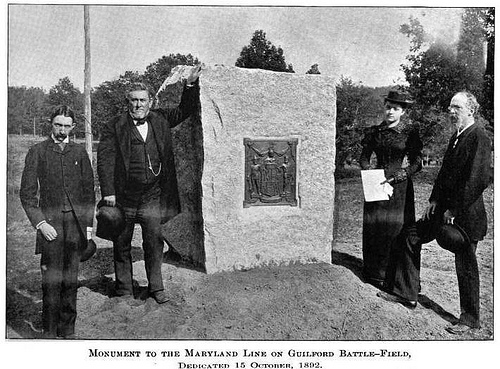
Открытие памятника мэрилендской бригаде в 1892 году

### Поле боя в наше время
В настоящее время основная часть поля боя входит в состав национального парка «Guilford Courthouse National Military Park». В 1886 году судья Дэвид Шэнк из Гринсборо приобрёл 30 акров земли на месте поля боя, чтобы спасти его от уничтожения. В 1887 была основана компания Guilford Battle Ground Company, и со временем на территории поля боя были установлены несколько памятников и открыт небольшой музей. В 1917 году поле боя обрело статус памятника федерального значения и был основан национальный парк в подчинении Службы национальных парков. Guilford Battle Ground Company передала федеральной службе всю территорию и самораспустилась. Были проведены ландшафтные работы, чтобы местности приняла тот вид, который имела в 1781 году. В итоге в наше время национальный парк имеет территорию 149 акров, на которых установлены 29 памятников, в том числе конная статуя генерала Грина. Эта статуя, работы Фрэнсиса Пакера, была установлена в 1915 году и стоила 30 000 долларов, которые были выплачены федеральным правительством. В 1989 году статуя подверглась вандализму и была отремонтирована на частные пожертвования за 200 000 долларов. Восстановленная статуя была официально открыта 19 апреля 1991 года.
|                       |              |                                  |                                    |                           |
| Статуя генерала Грина | Статуя Грина | Памятник майору Джозефу Уинстону | Реконструкция сражения в 2009 году | Схема национального парка |